# Brussels Parlementsgebouw

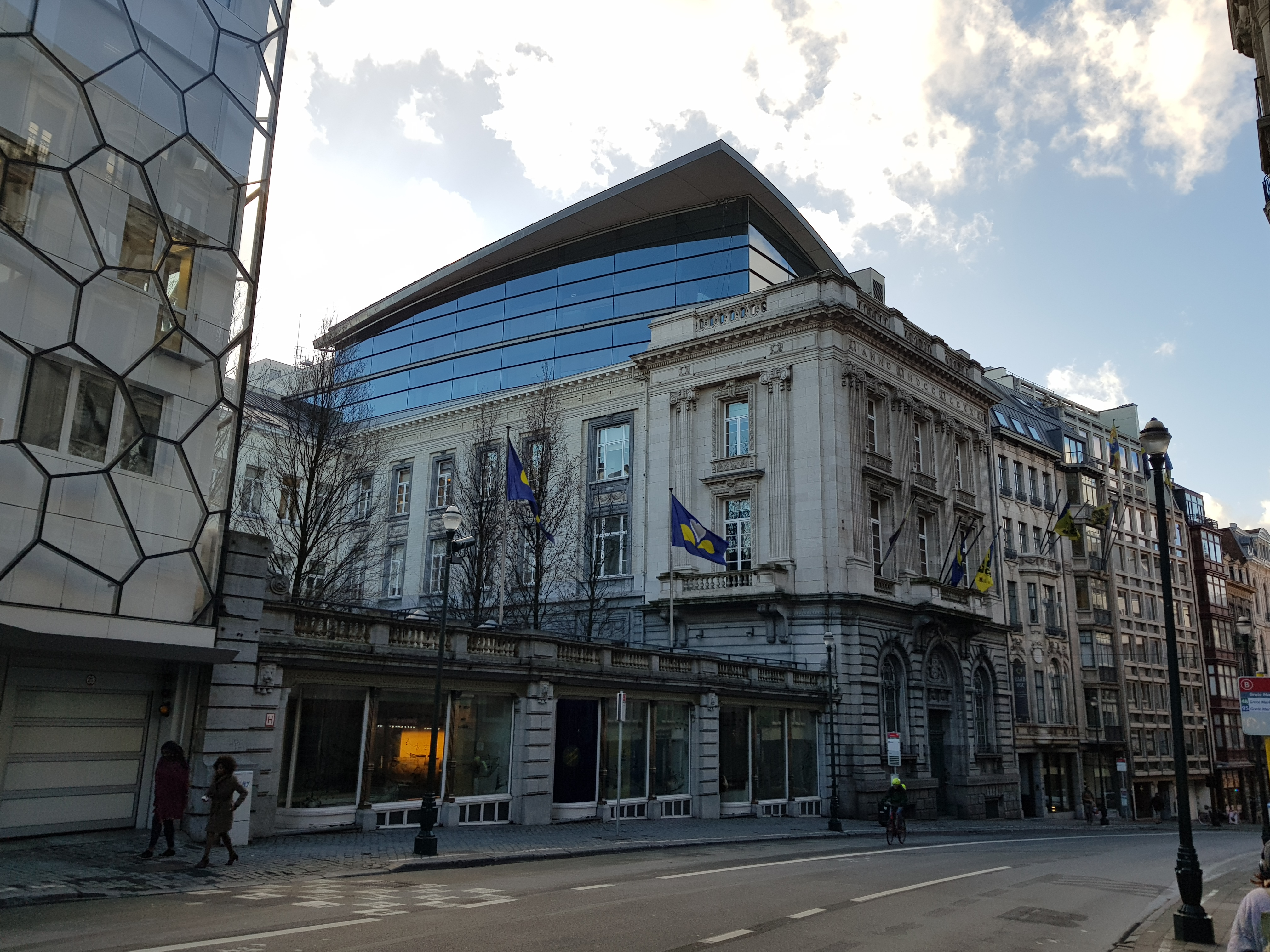
Brussels Parlementsgebouw

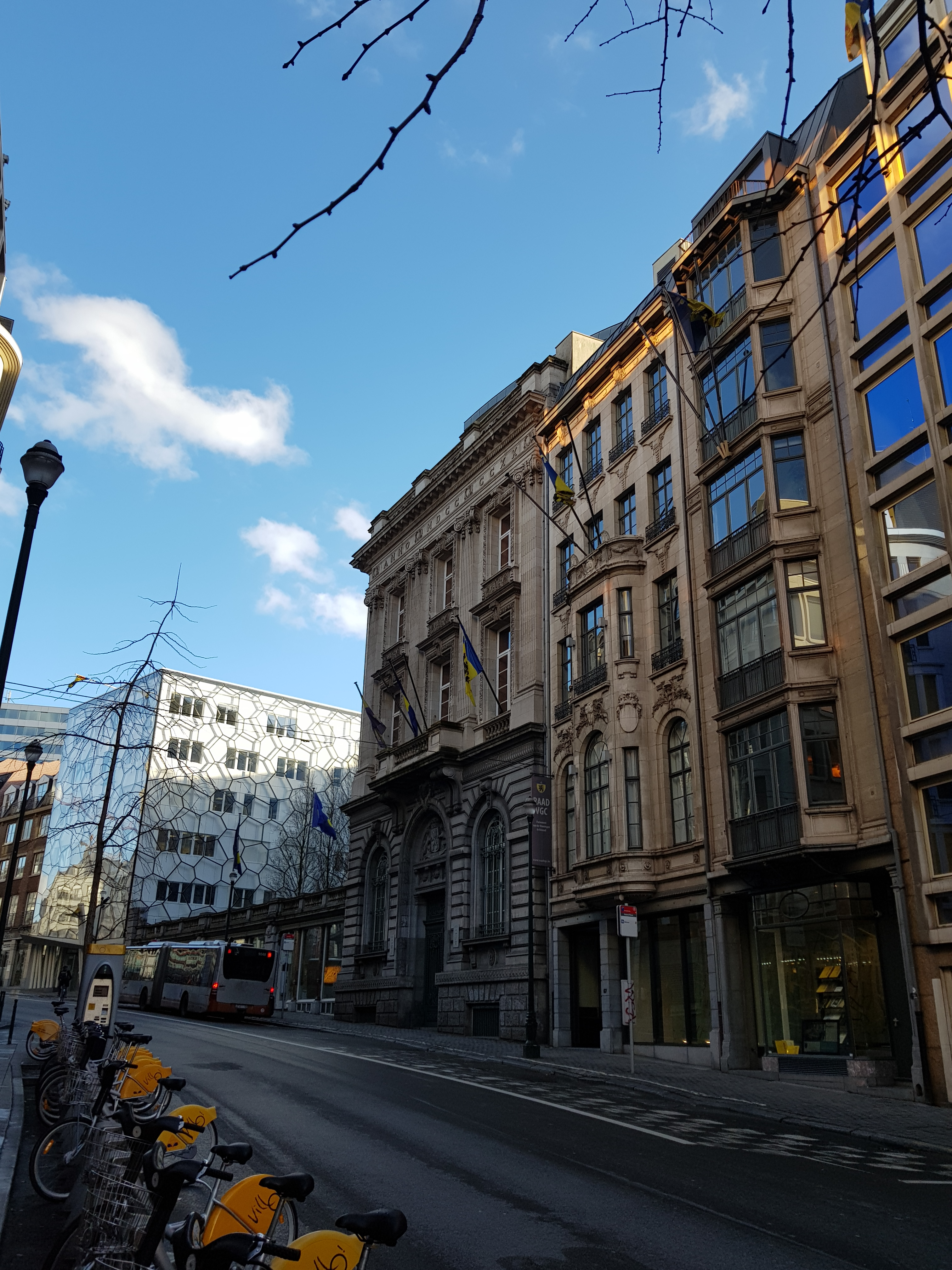
Rechts het gebouw op Lombardstraat 61-67, met links ervan het Brussels Parlementsgebouw en nog verder naar links Lombardstraat 77

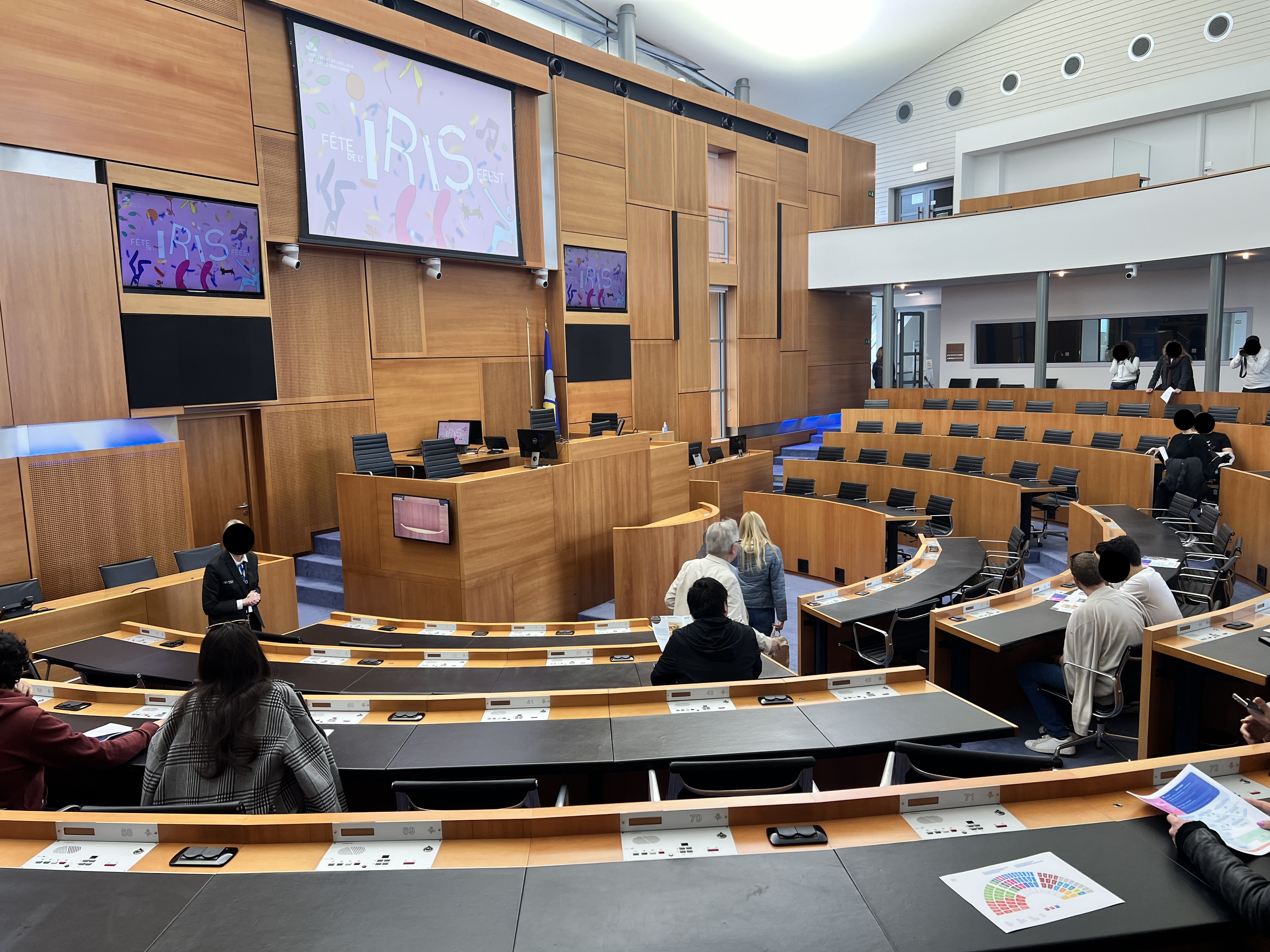
De zaal voor de plenaire vergadering.

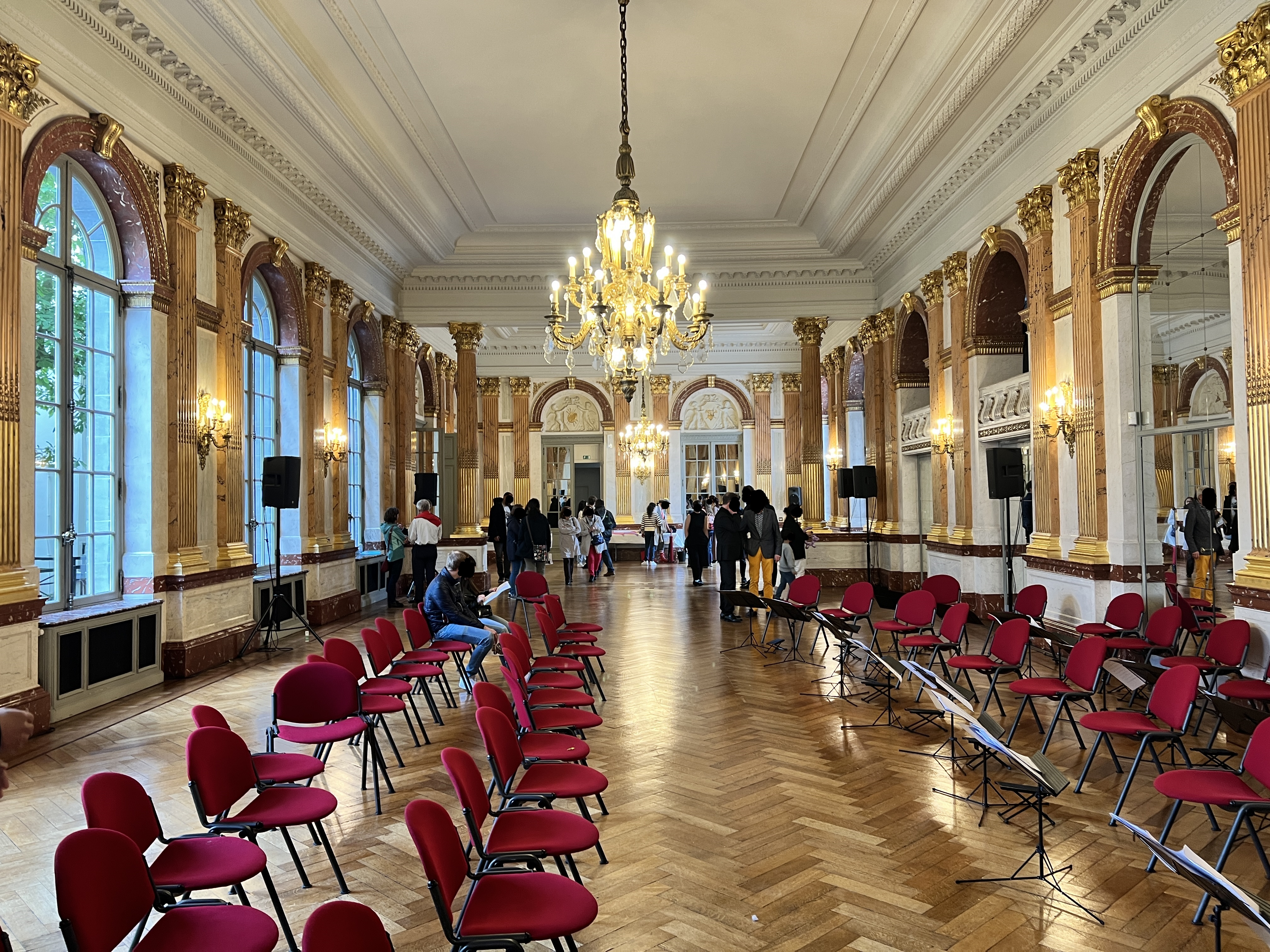
De feetzaal van het parlament.

Het Brussels Parlementsgebouw is het parlementsgebouw van het Brussels Hoofdstedelijk Parlement en staat in de Belgische hoofdstad Brussel. Het gebouwencomplex staat aan de Lombardstraat 69, doorlopend tot aan de Eikstraat, binnen de Vijfhoek in de Centrumwijk.
De Raad van de Vlaamse Gemeenschapscommissie, bestaande uit de Nederlandstalige leden van het Brussels Hoofdstedelijk Parlement, is gevestigd in de naastgelegen historische panden van Lombardstraat 61-67 met nieuwbouw erachter. Het Parlement francophone bruxellois, bestaande uit de Franstalige leden, is gevestigd in de naastgelegen nieuwbouw aan de Lombardstraat 77.

## Geschiedenis
In 1695 raakte het stadscentrum van Brussel zwaar beschadigd als gevolg van beschietingen door troepen van koning Lodewijk XIV. In dit stadscentrum werd door Charles Vanden Berghe de Limminghe, een stuk grond aangekocht en liet daar in 1696 een statig pand bouwen, het huis van de Limminghe of het Hôtel de Limminghe. Dit pand bestond uit een gebouw van twee verdiepingen met daarachter een omsloten binnenplein en een grote tuin die bij het Sint-Jansplein een uitgang had.
In 1823 werd het pand, na verschillende eigenaren gehad te hebben, verworven door de Provincie Zuid-Brabant en de Nederlandse Staat. Het gebouw werd toen in gebruik genomen door het provinciebestuur en de gouverneur van Zuid-Brabant en na Belgische onafhankelijkheid van de Provincie Brabant.
Eind jaren 1860 was het gebouw verouderd en te klein geworden voor het provinciebestuur en werden er grote verbouwingen gedaan. In 1885 werden vervolgens de salons van de ambtswoning vernieuwd en in 1907 de kantoorvleugels. Deze laatste werden hoger gebouwd en met een ingang aan de Eikstraat. Tevens werden de gebouwen onderling verbonden en de gevels aan het binnenplein tot één geheel gemaakt. De ambtswoning kreeg een extra etage erbij en kreeg een herbouwd voorportaal.
Aan het begin van de 20e eeuw liet het stadsbestuur de Lombardstraat aanleggen, waarbij een deel van de tuin moest wijken.
In 1908 werd door architect Georges Hano een nieuw gebouw ontworpen aan de brede Lombardstraat dat de aanwezigheid van het provinciebestuur duidelijk moest maken. In 1913 begon men met de werken die in 1930 voltooid werden.
In 1995 werd de provincie Brabant gesplitst. Het provinciaal paleis werd door de federale overheid overgedragen aan het Brussels Hoofdstedelijk Gewest die het weer overdroeg aan het parlement van het Brussels gewest. Het gebouw was toen op twee punten onpraktisch, enerzijds was de plenaire vergaderzaal te klein, anderzijds waren de gebouwdelen niet goed op elkaar aangesloten. Het probleem van de te kleine plenaire vergaderzaal werd opgelost door op het dak een nieuwe vergaderzaal te bouwen.

## Gebouw
De hoofdingang aan de Lombardstraat is opgetrokken in een neo-Lodewijk XVI-stijl. Binnen geeft de statige vestibule via een dubbele trap toegang tot een met spiegels versierde feestzaal. Vanuit deze spiegelzaal zijn de salons van het oude herenhuis bereikbaar. De gebouwvleugels die zich verder naar achteren uitstrekken tot aan de Eikstraat zijn in gebruik voor kantoren.
Op het dak van het de bouw aan de Lombardstraat staat een etage opgetrokken in moderne bouwstijl en herbergt de plenaire vergaderzaal.

## Kunst
Sinds de overname door het Brussels Gewest biedt het gebouw onderdak aan diverse moderne kunstwerken, die worden onderhouden door een commissie die kunstwerken aankoopt ten behoeve van het Parlement. De Commissie bestaat uit leden van het Parlementsbureau en acht externe waarnemers uit de kunstwereld. In 1998 vertrouwde deze commissie de opdracht toe aan elf kunstenaars om werken te creëren voor delen van het gebouw;
- Yasmina Assbane voor de gebloemde hoofddoeken
- Rudi Bogaerts voor de artistieke ruimte gewijd aan de nagedachtenis van beroemde persoonlijkheden
- Patrick Corillon voor de "Drie verhalen van Oskar Serti".
- Paul Day voor terracotta hoog-reliëfs
- Wim Delvoye voor de "Liefdesbrief van Mohammed aan Caroline"
- Gilbert Fastenakens voor de foto's overgezet op canvas
- Joseph Kosuth voor de verlichte fries
- Guy Leclercq voor de opnieuw gemonteerde doeken
- Michel Mouffe voor een set spiegels en verlichte blokken
- Richard Venlet voor de tekeningen van de elektrische installaties
- Julien Willem voor de Brusselse portretgalerij